# Unarmed Acoustic Promotion Store Gig Tour
Es la decimocuarta gira que realizó la banda de speed metal Helloween. Comenzó el 29 de enero de 2010 y terminó el 2 de febrero de 2010. Resultó ser una gira acústica, con solamente seis conciertos en Alemania, antes de meterse a grabar su decimotercer disco de estudio. Fue una de las giras más cortas de la banda. Cabe destacar que en la última fecha, tocaron en dos lugares distintos. Cabe destacar que no hubo participaciones en ningún festival, como las hubo en giras anteriores y las habría en otras giras de la banda. Tras esta corta gira por Alemania, que como dijimos antes tuvo seis shows, la banda se metió a los estudios para grabar lo que sería su decimotercera placa de estudio, que se llama 7 Sinners.

## Shows por el país

### 2010
Comienzan un nuevo año tocando el 29 de enero en Saturn, dando comienzo a una corta gira acústica que contó con seis shows. Esta gira marca el regreso a los escenarios después de un buen tiempo sin tocar, y se caracteriza por ser la gira previa al lanzamiento del disco número 13 en su carrera. No fue la presentación de ningún disco de estudio. El 30 de enero, la banda da un concierto en el mismo escenario, pero de distinta ciudad. Al día siguiente tocaron en Ikea. El 1 de febrero tocaron en Saturn, pero esta vez en la ciudad de Hamburgo. El 2 de febrero, la banda toca en dos escenarios distintos, y los shows se realizaron en Gibson Showroom y  Media Markt ALEXA Shopping Center. Pasó algo distinto con bandas como Rata Blanca, Soda Stereo y Los Redondos, que realizaron funciones en un mismo día y distinto escenario. La ciudad en la que más se tocó durante esta corta gira acústica fue Berlín, donde dieron tres shows. Luego de esto, la banda no volvió a tocar hasta el lanzamiento de su decimotercera placa. Es decir que se tomaron un descanso de los escenarios hasta noviembre, cuando comenzaron su gira número 15 para presentar su decimotercera placa de estudio.

## Conciertos
- 29/01/2010 - Saturn, Fürth
- 30/01/2010 - Saturn, Weiterstadt
- 31/01/2010 - Ikea, Berlín
- 01/02/2010 - Saturn, Hamburgo
- 02/02/2010 - Gibson Showroom, Berlín
- 02/02/2010 - Media Markt ALEXA Shopping Center, Berlín

## Formación durante la gira
- Andi Deris - Voz
- Michael Weikath - Guitarra líder
- Sascha Gerstner - Guitarra rítmica
- Markus Grosskopf - Bajo
- Dani Löble - Batería